# Hearts of Darkness: A Filmmaker's Apocalypse
Hearts of Darkness: A Filmmaker's Apocalypse és una pel·lícula documental estatunidenca de 1991 que explica el procés de producció cinematogràfica d'Apocalypse Now, l'èpica pel·lícula sobra la Guerra del Vietnam de 1979 dirigida per Francis Ford Coppola.
Emès originalment a Showtime Network als Estats Units d'Amèrica, Hearts of Darkness va guanyar diversos premis, entre ells el National Board of Review al millor documental el 1991 i el premi de l'American Cinema Editors al millor documental editat (1992).
La versió en DVD de 2007 inclou un documental addicional titulat Coda, sobre la pel·lícula de Coppola Youth Without Youth.

## Argument
Hearts of Darkness narra com els problemes de producció, entre ells el mal temps, la mala salut dels actors i el clima bèl·lic de Filipines, van retardar el rodatge d' Apocalypse Now, augmentant-ne els costos i gairebé destruint la carrera artística del seu director, Francis Ford Coppola: «estàvem a la selva, érem massa, teníem accés a massa diners, massa equipament i, a poc a poc, ens vam tornar bojos».
El documental va ser iniciat per l'esposa de Coppola, Eleanor Coppola, que va enregistrar les imatges durant el rodatge de la pel·lícula. El 1990, Coppola va lliurar el material a dos joves cineastes, George Hickenlooper i Fax Bahr, que posteriorment van filmar noves entrevistes amb el repartiment i l'equip tècnic original, i les van intercalar amb el material d'Eleanor Coppola. Després d'un any d'edició, Hickenlooper, Bahr i Coppola van estrenar-la al 44è Festival Internacional de Cinema de Canes.
El títol deriva de la novel·la de Joseph Conrad de 1899 El cor de les tenebres, en què s'inspira Apocalypse Now.